# Igor Cassina
Igor Cassina (Seregno, 15 augustus 1977) is een Italiaans turner. 
Cassina won in 2003 de zilveren medaille op de wereldkampioenschappen aan de rekstok. Een jaar later won Cassina olympisch goud aan de rekstok in Athene. Tijdens de Spelen van 2008 greep Cassina net naast de medaille aan de rekstok met een vierde plaats. Cassina introduceerde een nieuwe techniek aan de rekstok: een Kovacstechniek met een hele draai. Deze techniek heet sindsdien de Cassina.

## Resultaten

### Olympische Zomerspelen
| Jaar | Plaats | Resultaten                        |
| ---- | ------ | --------------------------------- |
| 2000 | Sydney | 36e in de meerkamp                |
| 2004 | Athene | aan de rekstok 34e in de meerkamp |
| 2008 | Peking | 4e aan de rekstok                 |

### Wereldkampioenschappen turnen
| Jaar | Plaats  | Resultaten     |
| ---- | ------- | -------------- |
| 2003 | Anaheim | aan de rekstok |
| 2009 | Londen  | aan de rekstok |

1896: Hermann Weingärtner ·
1904: Anton Heida, Edward Hennig ·
1924: Leon Štukelj ·
1928: Georges Miez ·
1932: Dallas Bixler ·
1936: Aleksanteri Saarvala ·
1948: Josef Stalder ·
1952: Jack Günthard ·
1956: Takashi Ono ·
1960: Takashi Ono ·
1964: Boris Sjachlin ·
1968: Akinori Nakayama, Mikhail Voronin ·
1972: Mitsuo Tsukahara ·
1976: Mitsuo Tsukahara ·
1980: Stojan Deltsjev ·
1984: Shinji Morisue ·
1988: Vladimir Artemov, Valery Ljoekin ·
1992: Trent Dimas ·
1996: Andreas Wecker ·
2000: Aleksej Nemov ·
2004: Igor Cassina ·
2008: Zou Kai ·
2012: Epke Zonderland ·
2016: Fabian Hambüchen ·
2020: Daiki Hashimoto · 
2024: Shinnosuke Oka